# NGC 7307
NGC 7307 ist eine Balken-Spiralgalaxie vom Hubble-Typ SBc/P im Sternbild Kranich, welche etwa 93 Millionen Lichtjahre von der Milchstraße entfernt ist.
NGC 7307 wurde am 4. Oktober 1836 von dem Astronomen John Herschel entdeckt.